# Hong Sung-sik
Hong Sung-sik est un boxeur sud-coréen né le 13 novembre 1967.

## Carrière
Il participe aux Jeux olympiques de Barcelone en 1992 dans la catégorie des poids légers et remporte la médaille de bronze.

### Parcours auxJeux olympiques
Jeux olympiques d'été de 1992 à Barcelone (poids légers) :
- Bat Yun Yong-Chol (Corée du Nord) 11-2
- Bat Artur Grigorian (URSS) 9-3
- Bat Ronald Chavez (Philippines) par KO au 1er round
- Perd contre Oscar de la Hoya (États-Unis) 10-11